# Xã Liberty, Quận Scott, Iowa
Xã Liberty (tiếng Anh: Liberty Township) là một xã thuộc quận Scott, tiểu bang Iowa, Hoa Kỳ. Năm 2010, dân số của xã này là 733 người.